# Hydnum papyraceum
Hydnum papyraceum é uma espécia de fungo pertence à família Hydnaceae.